# Johann Peter Jäger
Johann Peter Jäger (* 1. November 1708; † 17. November 1790 in Mainz) war ein Kurmainzer Hofstuckateur und Architekt in der Epoche des Rokoko im Heiligen Römischen Reich.

## Leben

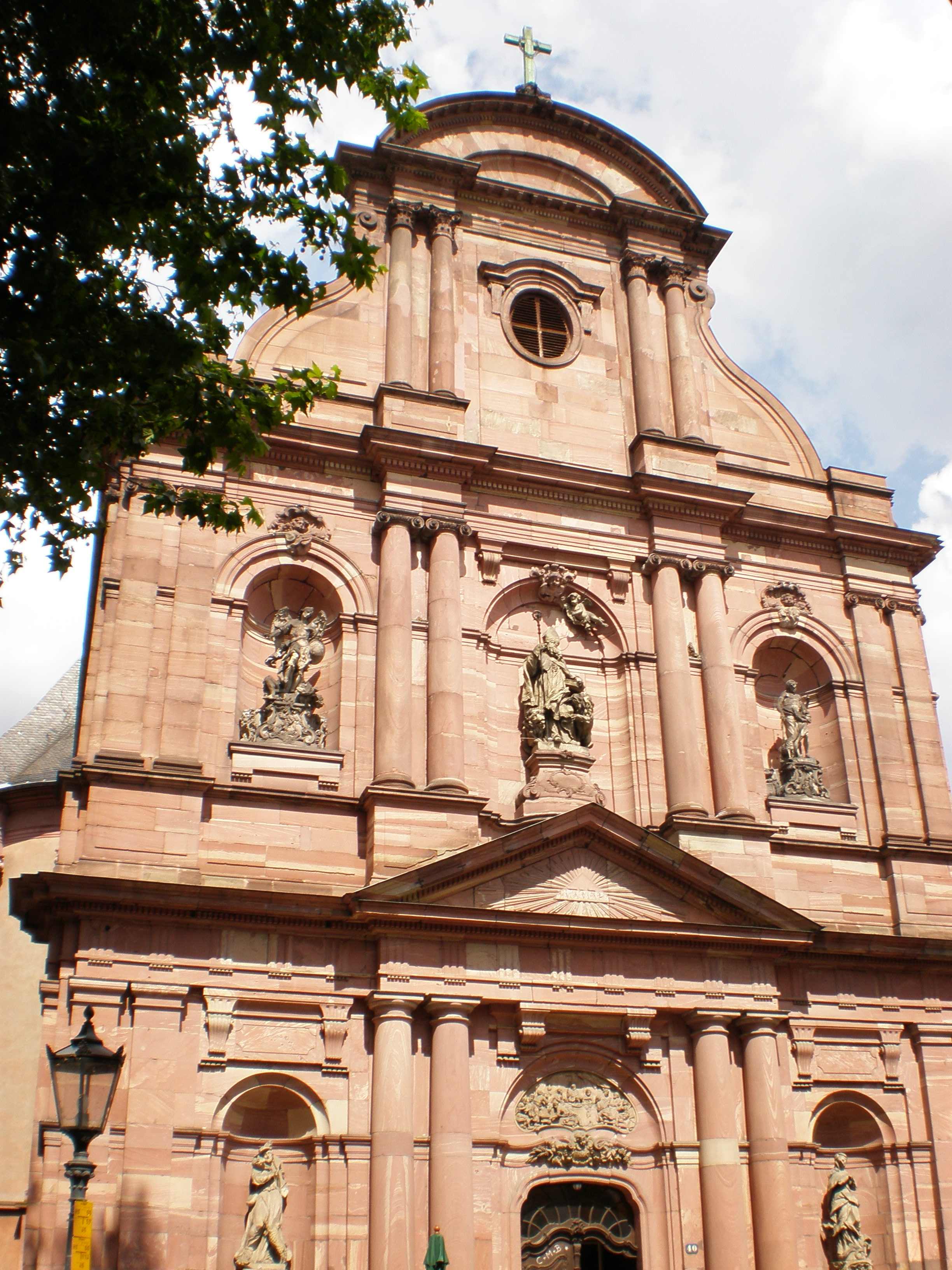
St. Ignaz in Mainz, Hauptwerk des Künstlers

Die erste belegte Erwähnung zu Jäger findet sich im Sommer 1740, als er auf eigenes Gesuch den Titel eines kurfürstlichen Hofstukkators bewilligt bekommt. Aus einer Eintragung im Mainzer Bürgerbuch vom 4. August 1749 ist zu schließen, dass er vor diesem Termin Mainzer Bürger wurde.

## Wirken

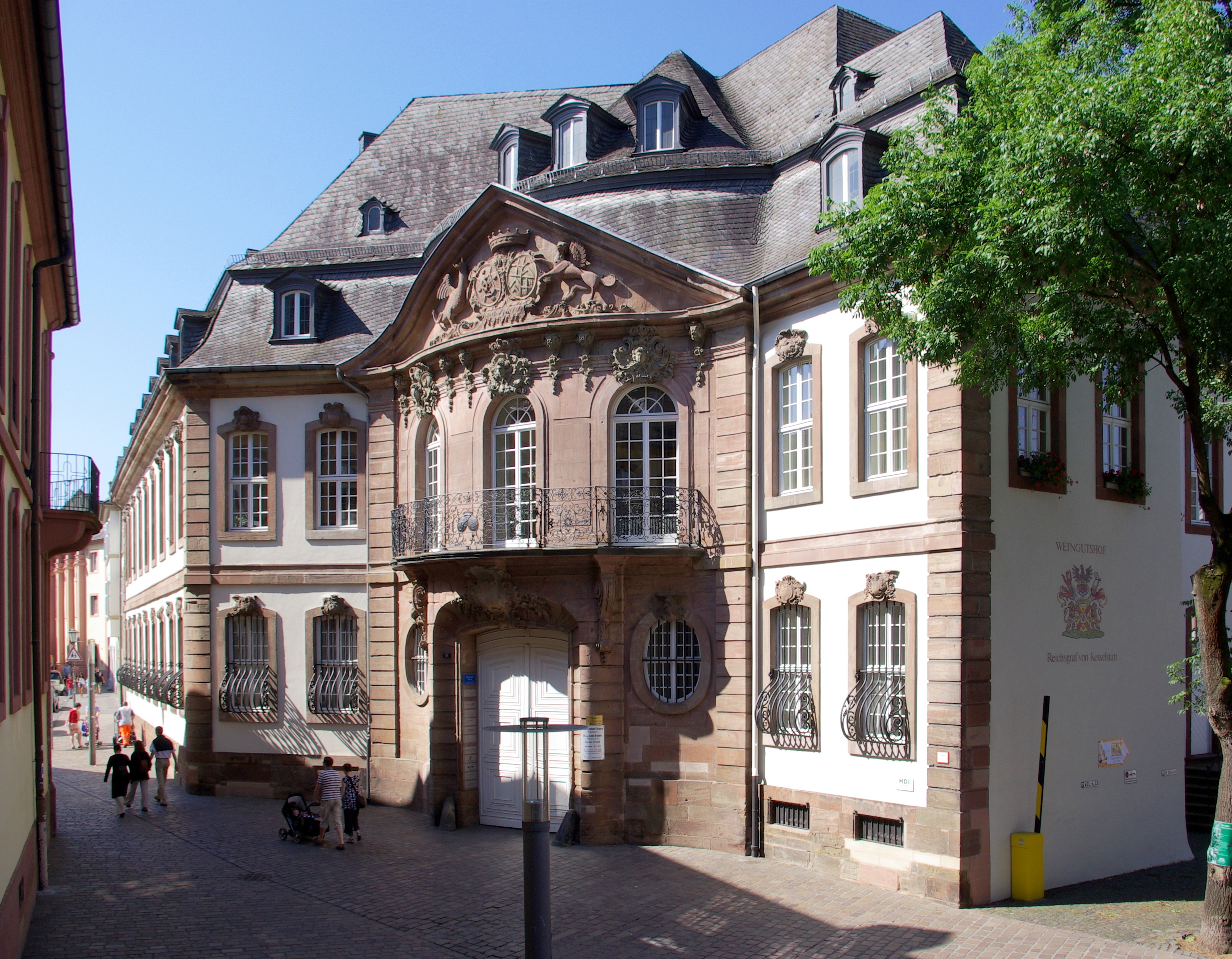
Palais Kesselstatt in Trier

Als eigenständig arbeitender Künstler tritt er erstmals durch einen am 30. Mai 1743 geschlossenen Vertrag zu Stuckarbeiten im Palais Kesselstatt in Trier auf. In den Jahren 1740 bis 1746 ließ das reichsgräfliche Haus der Kesselstatt durch den Barockbaumeister Johann Valentin Thoman dieses repräsentative Palais errichten.
Der Name, den er sich dabei machte, verschaffte ihm weitere Aufträge im Darmstädter Schloss , im Frankfurter Römer, im Biebricher Schloss (Ausstattung des Westflügels, Treppenhaus), im Osteiner Hof, hier wieder für Thoman, und im Nordflügel des Kurfürstlichen Schlosses von Mainz, wo er weitere Stuckierungen vornahm.
Ein weiteres prominentes Arbeitsfeld Jägers waren Altarbauten. Im Auftrag von Johann Friedrich Karl von Ostein errichtete er 1749 einen Hochaltar für die Wallfahrtskirche in Dieburg. Vorbild für diesen reichgeschückten Barockaltar war der Hochaltar (1737) der Mainzer Quintinskirche von Johann Maximilian von Welsch. Zwischen 1749 und 1751 entstanden die Seitenaltäre am Chorumgang des Wormser Doms. Für die Liebfrauenkirche in Frankfurt schuf er 1750 einen Muttergottesaltar im nördlichen Seitenschiff, was ihm später weitere größere Aufträge in diesem Sakralbau verschaffte. Zusammen mit seinem Vetter Peter Mez, der gleichfalls Mainzer Stuckateur war, entwarf er mehrere Risse für eine Grundrenovierung der Stiftskirche und gewann die Gunst der Stiftsherren, so dass einer davon ausgeführt wurde. Den Hochaltar der Pfarrkirche St. Marien in Königstein im Taunus errichtete er 1758.
In der 1760 geweihten Wallfahrtskirche St. Stephan in Marienborn befinden sich zwei Seitenaltäre (1768–1770), die Jäger zugeschrieben werden, die 1881 aus Gernsheim (Hessen) hierher gebracht wurden.
Sein bekanntestes und größtes Werk ist die Pfarrkirche St. Ignaz in der Kapuzinerstraße (Mainz-Altstadt), die von 1763 bis 1774/1775 unter seiner Leitung erbaut wurde. Hier zeigte er seine Kompetenz als Architekt. Die Zeichnungen für die Beichtstühle und die Kommunionbank stammen von ihm selbst. Gleichzeitig ergänzte er die Mainzer Kirche St. Christoph am Karmeliterplatz um eine Valentinuskapelle. In die Jahre 1775/1776 wird die Stuckierung des Akademiesaales im neuen Flügel des Kurfürstlichen Schlosses (orthogonal zum Rhein) datiert. Als Stuckateur wurde er vom Mainzer Oberbaudirektor Anselm Franz von Ritter zu Groenesteyn, einem Schüler des Franzosen Jean Bérain, eingesetzt und seine Ornamentik in die Stilrichtung des Klassizismus beeinflusst.

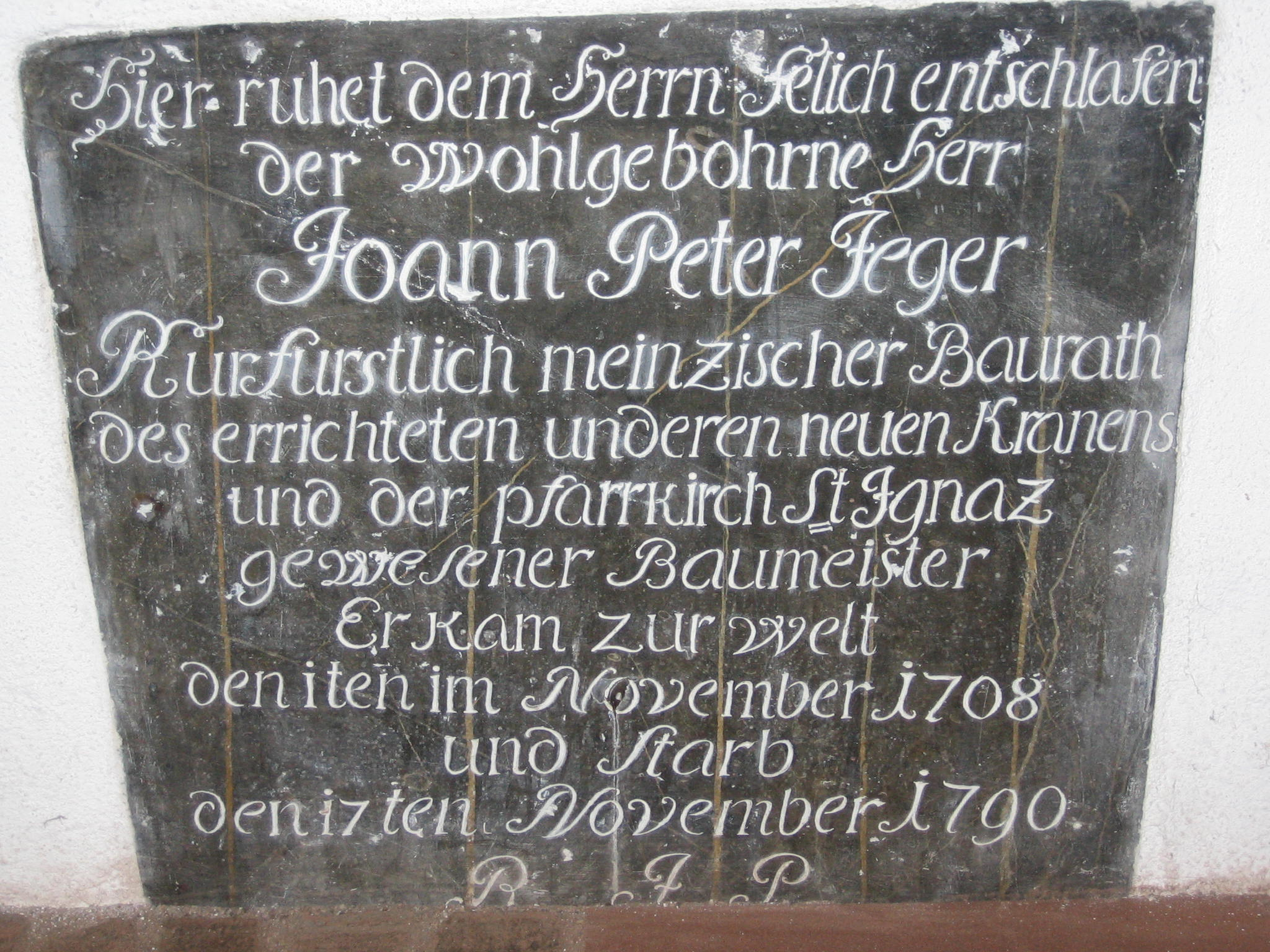
Grabplatte Jägers in der Gruft der Kirche St. Ignaz

Jäger wird zweimal in Verbindung mit Ausbildungsstätten für Künstler gebracht. Die Tätigkeiten in der Kurfürstlichen Akademie der schönen Künste, die 1757 eingerichtet wurde und als Lehrer der Zivilbauzeichenkunst. Seine Kompetenz als Ingenieur ist durch urkundliche Nachrichten zum Bau des Neuen Kranens in Mainz belegt.
Als Johann Peter Jäger am 17. November 1790 starb, wurde er in der Gruft der Kirche St. Ignaz bestattet, wo sich noch heute seine Grabtafel befindet.